# Terrore al 55º piano
Terrore al 55º piano (High-Rise Rescue) è un film del 2017 diretto da Robert Vaughn.

## Trama
Beth Davis, architetto di successo di Chicago, parte, con grande dispiacere del suo marito Jack e del figlio Charlie, per un viaggio d'affari di quattro settimane a Miami per realizzare un altro grande progetto. Mentre è all'aeroporto in attesa di salire a bordo del suo volo, Beth resta scioccata nell'apprendere che nel grattacielo all'avanguardia Princeton Towers, da lei progettato e luogo dove vive con la sua famiglia, si è verificata un'esplosione ed un incendio. Beth si precipita sul luogo e scoperto che marito e figlio sono intrappolati nella loro casa al 55º piano, si intrufola nell'edificio decisa a tutto per salvare la sua famiglia.

## Riconoscimenti
- 2017 - The Joey Awards
  - Nomination Miglior attore protagonista o non protagonista in un film televisivo (Età 11 anni & Up) a Sam Ashe Arnold